# Kayla Harrison
Kayla Harrison (Middletown (Ohio), 2 juli 1990) is een Amerikaans judoka. Harrison werd in 2010 wereldkampioen in het halfzwaargewicht in Tokio door de Braziliaanse Mayra Aguiar in de finale te verslaan. In 2011 won Harrison zowel goud op de Pan-Amerikaanse kampioenschappen als op de Pan-Amerikaanse Spelen. Tijdens de Olympische Zomerspelen 2012 won Harrison de gouden medaille in het halfzwaargewicht. Harrison bezorgde hiermee de Verenigde Staten de eerste olympische gouden medaille in het judo. In Olympische Zomerspelen 2016 prolongeerde Harrison haar gouden medaille. Harrison is in 2016 door de Amerikaanse judobond de zesde dan toegekend.

## Resultaten
- Pan-Amerikaanse kampioenschappen judo 2011 in San Salvador  in het halfzwaargewicht
- Wereldkampioenschappen judo 2010 in Tokio  in het halfzwaargewicht
- Pan-Amerikaanse kampioenschappen judo 2011 in Guadalajara  in het halfzwaargewicht
- Pan-Amerikaanse Spelen 2011 in Guadalajara  in het halfzwaargewicht
- Wereldkampioenschappen judo 2011 in Parijs  in het halfzwaargewicht
- Olympische Zomerspelen 2012 in Londen  in het halfzwaargewicht
- Pan-Amerikaanse kampioenschappen judo 2013 in San José  in het middengewicht
- Wereldkampioenschappen judo 2014 in Tsjeljabinsk  in het halfzwaargewicht
- Pan-Amerikaanse kampioenschappen judo 2015 in Edmonton  in het halfzwaargewicht
- Pan-Amerikaanse Spelen 2015 in Toronto  in het halfzwaargewicht
- Olympische Zomerspelen 2016 in Rio de Janeiro  in het halfzwaargewicht

1992: Kim Mi-jung ·
1996: Ulla Werbrouck ·
2000: Tang Lin ·
2004: Noriko Anno ·
2008: Yang Xiuli · 
2012: Kayla Harrison · 
2016: Kayla Harrison · 
2020: Shori Hamada · 
2024: Alice Bellandi